# Waverley (Nowa Zelandia)
Waverley – miasto w Nowej Zelandii, na Wyspie Północnej, w regionie Taranaki.